# Hernaco

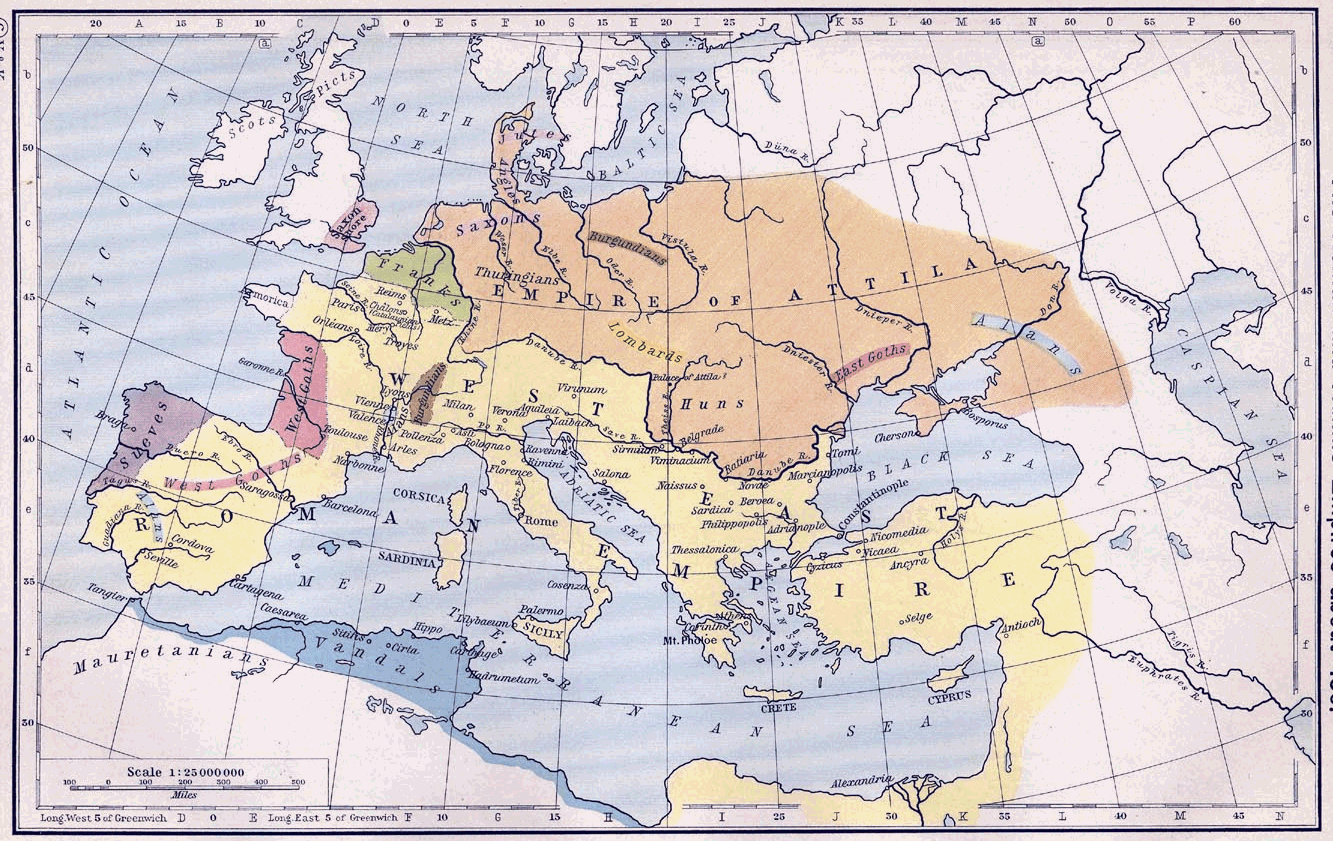
Império de Átila

Hernaco, Hernac ou Ernakh foi um dos filhos de Átila e governou parte dos hunos depois da morte do pai. Como parte do processo de desintegração do Império Huno, ele, ao contrário do irmão Dengizico, conseguiu entrar em acordo com Império Romano e obteve o direito de governar um território em Dobruja (Romênia), na fronteira oriental do império na Europa.
Alguns acadêmicos identificam Hernaco com um rei mítico dos protobúlgaros chamado Irnique (Irnik) que teria reinado entre 453 e 503, durante o período epónimo, e citado na Nominália dos Cãs Búlgaros. Segundo esta obra, foi antecedido por Avitocol e sucedido por Gostum.